# Castoponera ciliata
Castoponera ciliata is een spinnensoort uit de familie van de loopspinnen (Corinnidae).
De wetenschappelijke naam van de soort werd in 1993 als Castianeira ciliata gepubliceerd door Christa Laetitia Deeleman-Reinhold.